# Jinxed (1982)
Jinxed is een Amerikaanse filmkomedie uit 1982 onder regie van Don Siegel. In Nederland werd de film destijds uitgebracht onder de titel Geflest.

## Verhaal
De gokker Harold Benson maakt grote winsten in het casino en zorgt er zo voor dat de jonge croupier Willie Brodax de laan uit wordt gestuurd. Hij gaat daarom in op de vraag van Bonita Friml, de vriendin van Harold. Ze wil dat Willie haar vriend vermoordt. Wanneer Harold zelfmoord pleegt, willen Willie en Bonita 500.000 dollar opstrijken door zijn dood op een ongeluk te doen lijken.

## Rolverdeling
| Acteur            | Personage     |
| ----------------- | ------------- |
| Bette Midler      | Bonita Friml  |
| Ken Wahl          | Willie Brodax |
| Rip Torn          | Harold Benson |
| Val Avery         | Milt Hawkins  |
| Jack Elam         | Otto          |
| Benson Fong       | Mijnheer Wing |
| Jacqueline Scott  | Gokster       |
| F. William Parker | Art           |
| Ian Wolfe         | Morley        |
| George Dickerson  | Casinohouder  |
| Cletus Young      | Croupier      |
| Tom Pletts        | Monitor       |
| Archie Lang       | Monitor       |
| Kathryn Kates     | Juffrouw Nina |
| James Nolan       | Vader         |